# Eileen Hofer
Eileen Hofer est une cinéaste, journaliste indépendante et photographe suisse, née à Zurich en 1976 et établie à Genève en Suisse.

## Biographie
D'origines turco-libanaises par sa mère et suisse par son père, Eileen Hofer fait des études à la Faculté des lettres de l'université de Genève, puis obtient un diplôme postgrade en histoire du cinéma en 2001. Elle travaille ensuite comme attachée de presse pour un festival de film et obtient en 2005 sa carte de presse pour devenir journaliste indépendante, tout en menant en parallèle ses activités de cinéaste et de photographe,,,.
Autodidacte, elle réalise son premier court métrage Racines en 2008, traitant de la relation entre un père chômeur et son fils au sein d'un village turc menacé par la construction d'un barrage. Présenté dans plus de 120 festivals (dont les prestigieux Festival international du film de Locarno, Festival international du court métrage de Clermont-Ferrand et Festival international du film de Palm Springs), il remporte un franc succès concrétisé par une dizaine de prix et distinctions,,. Son deuxième court métrage Le deuil de la cigogne joyeuse, réalisé en 2009 et co-produit par la Radio télévision suisse, raconte l'histoire d'un couple qui doit quitter précipitamment le Liban à l'aube de la guerre civile. Il est présenté dans plus de 40 festivals, dont le Festival international du film de Rotterdam et le Festival d'Angers. À l'occasion des Journées cinématographiques de Soleure de 2009, il obtient le prix Suissimage/SSA du meilleur court métrage suisse de la relève,,. Son troisième court métrage Soap Opera in Wonderland, réalisé en 2009, raconte l'histoire d'un amour improbable entre un émigré portugais et une employée de maison philippine. Il obtient le prix Fémis 2010 au Festival international du film d'Amiens,.
En 2012, elle réalise son premier long métrage documentaire C'était un géant aux yeux bruns, qui est tourné en Azerbaïdjan en 18 jours avec un budget modeste et une équipe composée de comédiens non professionnels, de techniciens autodidactes et de traducteurs bénévoles. Après une première au Festival international du film de Rotterdam, il se voit décerner le prix de la meilleure réalisation à l'International Women's Film Festival de Rio de Janeiro en 2012,,. Son deuxième long métrage documentaire Horizontes, sorti en 2015 et tourné à Cuba autour du personnage d'Alicia Alonso, légende du ballet cubain, reçoit un excellent accueil critique avec notamment un article dans le Washington Post, ainsi que l'obtention d'une mention spéciale du jury du cinéma suisse au festival international du film documentaire Visions du réel de 2015,,,,.

## Filmographie

### Longs métrages

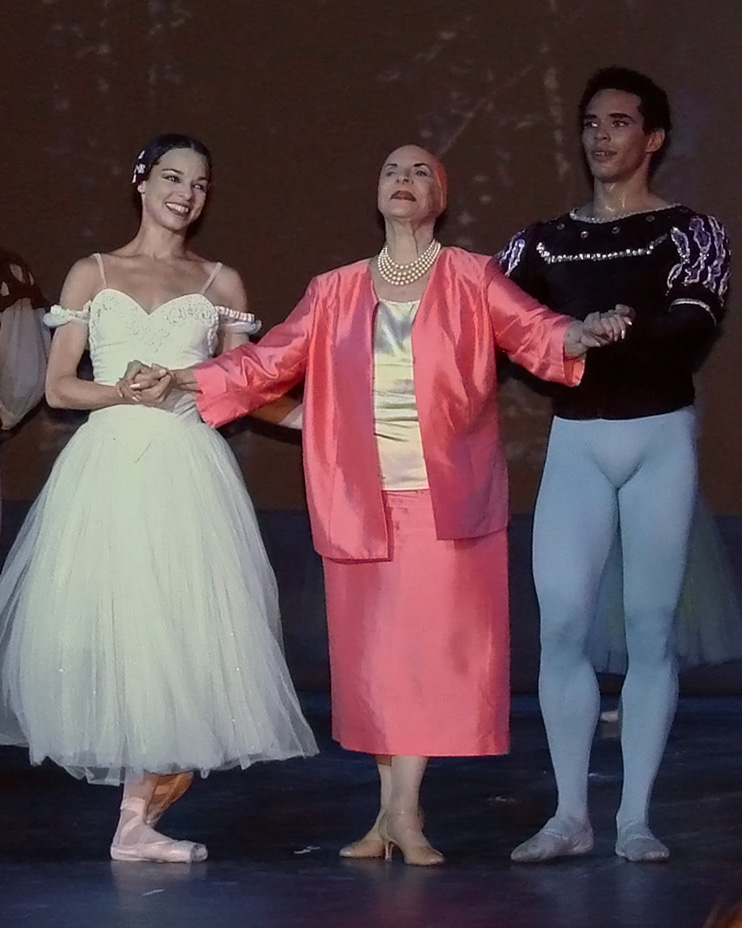
Alicia Alonso (Grand Palais, Paris), personnage principal du documentaire Horizontes.

- 2012 : C'était un géant aux yeux bruns, documentaire, Azerbaijan/Suisse[13],[14]
  - Prix de la meilleure réalisation 2012, International Women's Film Festival, Rio de Janeiro (Brésil)
- 2015 : Horizontes, documentaire, Suisse[17],[18]
  - Mention spéciale du jury du cinéma suisse 2015, Visions du réel, Nyon (Suisse)

### Courts métrages
- 2008 : Racines, fiction, Suisse[5],[6]
  - Prix FJC 2010, Festival Travelling de Rennes, Rennes (France)
  - Mention spéciale du jury 2010, Prague Short Film Festival, Prague (République Tchèque)
  - Mention spéciale du jury 2009, Rencontres Henri Langlois, Poitiers (France)
  - Gentiane d'argent 2009, 57th Trento film festival, Trento (Italie)
  - Hadrumète d'or 2009 du court métrage, FIFEJ, Sousse (Tunisie)
  - Best editing 2009, Festival méditerranéen des nouveaux réalisateurs de Larissa, Athènes (Grèce)
  - Silver horse 2009, Festival méditerranéen des nouveaux réalisateurs de Larissa, Athènes (Grèce)
  - Grand Prix du Court Métrage 2009, Festival Internacional de Cine de Las Palmas de Gran Canaria, Las Palmas (Espagne)
  - Grand Prix du Court métrage 2008, Festival International du Film de Montagne et Aventure, Autrans (France)
  - Prix Cine Cinecourt CINECINEMA 2008, Festival international du cinéma méditerranéen, Montpellier (France)
- 2009 : Le deuil de la cigogne joyeuse, fiction, Suisse[8],[9]
  - Prix Suissimage/SSA 2009 du meilleur court métrage suisse de la relève, Journées de Soleure, Soleure (Suisse)
  - Kazoo d'or 2011 du meilleur film, Kalamazoo World Language Film Festival, Kalamazoo (USA)
- 2010 : Soap Opera in Wonderland, fiction, Suisse[11],[12]
  - Mention du Jury Prix Fémis 2010, Festival international du film d'Amiens, Amiens (France)